# Nops gertschi
Nops gertschi là một loài nhện trong họ Caponiidae.
Loài này thuộc chi Nops. Nops gertschi được Arthur M. Chickering miêu tả năm 1967.